# Кейзер, Элизабет
Хильда Элизабет Кейзер (швед. Hilda Elisabeth Keyser; 22 января 1851, Стокгольм — 16 декабря 1898, Стокгольм) — шведская художница. Работала в жанре портрета и пейзажа.

## Биография и творчество
Элизабет Кейзер родилась в 1851 году в Стокгольме. С 1774 по 1778 год обучалась в Королевской академии искусств в Стокгольме. Затем продолжила обучение в Париже у Леона Бонна.
Во Франции Кейзер преимущественно писала сценки повседневной жизни в духе натурализма. Кроме того, она работала в жанре портрета, автопортрета и книжной иллюстрации. Художница неоднократно выставляла свои работы в Парижском Салоне (в 1882, 1883, 1884, 1887, 1888, 1889 и в 1890 годах). Один из её пастельных портретов выставлялся на Всемирной выставке 1889 года в Париже; ещё одна из работ Кейзер («Крестьянка из Нормандии») была показана на Всемирной выставке 1893 года в Чикаго.
С 1890 по 1896 год Кейзер руководила (совместно с художницей Ингеборг Вестфельт-Эггертц, с которой подружилась в Париже) художественной школой в Стокгольме. Одной из её учениц была шведская художница Мина Карлсон-Бредберг. В 1898 году Кейзер посетила Санкт-Петербург.
Элизабет Кейзер умерла в Стокгольме 16 декабря 1898 года. Её работы находятся в собраниях Национального музея Швеции, Гётеборгского художественного музея, Художественного музея Лундского университета и Бохусленского музея в Уддевалле.
- Автопортрет. 1880
- Французская крестьянка с кувшинами молока
- Мечтательница
- Улов. Арильдслеге